# Cena města Olomouce
Cena města Olomouce je ocenění udílené od roku 1997 jednotlivým osobnostem či kolektivům, které svojí uměleckou, hospodářskou, publicistickou nebo jinou činností přispívají k rozvoji města Olomouce nebo ji vyvíjejí v úzkém vztahu k městu či na jeho území. Uděluje ji olomoucké zastupitelstvo jednou za rok v souladu se Statutem udílení Ceny města Olomouce. Mimoto udílí od roku 2009 také cenu za počin roku v souvislosti s konkrétním dílem, jednáním nebo úspěchem. Osobnosti i počiny roku mohou navrhovat obyvatelé města a z nominací pak odborná komise vybírá laureáty.
První ročník byl výrazně poznamenaný oceněním různých počinů v souvislosti s povodněmi na řece Moravě v roce 1997 a tento spolu s následujícím rokem byly řady laureátů poměrně početné. V následujících letech vykrystalizovala podoba jednotlivých oblastí, v nichž se ceny udílely, a počet laureátů se ustálil kolem šesti až deseti ročně. K výraznější změně došlo k roku 2009 spolu se zavedením samostatné ceny za počin roku, kdy byl počet laureátů samotné Ceny města omezen. Cena města má podobu sošky dívky s ratolestí od sochaře Petra Kuby, dále je s ní spojen zlatý odznak od Roberta Vysoudila a pamětní list, odměnou za počin roku je skleněný kvádr s hologramem.
Zde je seznam dosavadních laureátů ceny:

## 1997
Za rok 1997 cenu obdrželo 16 laureátů, z nich 1 žena a 3 kolektivní subjekty:
- Karel Brückner, fotbalový trenér – za vynikající a dlouholetou trenérskou činnost oddílu kopané SK Sigma Olomouc
- Lenka Dohnalová, roz. Šenková, pedagožka, sbormistryně; Smíšený pěvecký sbor Gymnázia v Olomouci-Hejčíně – za vynikající interpretaci hudební tvorby
- drs. Wilken Engelbrecht, pedagog nederlandistiky – za osobní angažovanost při odstraňování důsledků povodně 1997
- Hasičský záchranný sbor Olomouc – za všestrannou pomoc během povodně 1997
- prof. PhDr. Josef Jařab, CSc. Dr. h. c., amerikanista, senátor – za práci pro rozvoj Univerzity Palackého v Olomouci
- pplk. Jaroslav Kulíšek, účastník mírové mise – za odvahu při výkonu vojenské služby
- doc. JUDr. Miroslav Liberda, děkan Právnické fakulty UP – za zásadní podíl při budování Právnické fakulty UP v Olomouci, in memoriam
- Jiří Louda, heraldik – za vynikající výsledky v oboru heraldiky
- PhDr. JUDr. Lubor Machytka, historik umění – za dlouholetou badatelskou práci v oblasti starého umění
- město Luzern – za pomoc při odstraňování následků povodní 1997
- Richard Mlynář, hudebník; Smíšený pěvecký sbor Gymnázia v Olomouci-Hejčíně – za vynikající interpretaci hudební tvorby
- Platforma Veenendaal - Olomouc – za angažovanost při odstraňování důsledků povodní 1997
- prof. Antonín Schindler, hudebník, organolog – za všestrannou kulturní zejména hudební, interpretační a organizační činnost
- plukovník, MUDr. Josef Šváb, bývalý ředitel Vojenské nemocnice – za památkovou obnovu a rozvoj kulturního života Klášterního Hradiska
- PhDr. Milan Tichák, historik a publicista – za dlouholetou práci v oblasti olomoucké vlastivědy
- generálmajor, Ing. Petr Voznica, CSc., vojenský velitel – za osobní angažovanost při odstraňování důsledků povodní 1997

## 1998
Za rok 1998 cenu obdrželo 18 laureátů, z nich 2 ženy:
- Otto František Babler, básník, překladatel, bibliofil a spisovatel – v oblasti literatura, in memoriam
- Ing. arch. Tomáš Černoušek, hlavní architekt a předseda komise pro sakrální umění Olomouckého arcibiskupství, výtvarník, člen Zastupitelstva města Olomouce – v oblasti architektura
- Ján Hajn, fotograf, člen olomoucké skupiny DOFO; DOFO – Olomoucká fotografická skupina (1959–1975) – v oblasti fotografie
- Marie Hanáková, trojnásobná mistryně světa v atletice, osminásobná mistryně Evropy v atletice – v oblasti sportu
- Ing. arch. Zdeněk Hynek, olomoucký architekt a urbanista, odborný publicista, dlouholetý člen a spolupracovník Vlastivědné společnosti muzejní v Olomouci – v oblasti architektura
- Mgr. Martina Langerová, roz. Žalčíková, pracovnice olomoucké charity a občanského sdružení Trend vozíčkářů – v oblasti osobnost
- prof. PhDr. Eduard Petrů, DrSc., literární vědec, editor – v oblasti historie
- Karel Plíhal, folkový skladatel a písničkář – v oblasti hudba
- Ivo Přeček, fotograf, člen olomoucké skupiny DOFO; DOFO – Olomoucká fotografická skupina (1959–1975) – v oblasti fotografie
- prof. MUDr. Josef Procházka, CSc., lékař-hematolog, pedagog, aktivní hudebník a hudební organizátor – v oblasti hudba
- František Řehák, herec a režisér, dlouholetý člen Moravského divadla – v oblasti dramatické umění
- Bohuslav Smejkal, kulturní a osvětový pracovník – v oblasti kultura
- Miroslav Šnajdr st., malíř, hudebník – v oblasti výtvarné umění
- doc. Ing. Miroslav Strnad, CSc., vedoucí výzkumného týmu řešitelů léčby rakoviny – v oblasti přírodní vědy
- doc. PhDr. Jiří Stýskal, CSc., literární historik a teatrolog, pedagog – v oblasti dramatické umění
- Ivan Theimer, Dr. h. c., sochař, výtvarník – v oblasti výtvarné umění
- prof. PhDr. Ludvík E. Václavek, CSc., literární historik, germanista – v oblasti historie
- prof. PhDr. Pavel Zatloukal, historik umění, ředitel Muzea umění v Olomouci, člen vědecké rady Ministerstva kultury ČR a Fakulty architektury Vysokého učení technického v Brně – v oblasti kultura

## 1999
Za rok 1999 cenu obdrželo 7 laureátů, z nich 1 žena:
- prof. PhDr. Jaroslav Macháček, CSc., jazykovědec-anglista – v oblasti společenské vědy
- Jaromír Nohejl, emeritní šéfdirigent Moravské filharmonie Olomouc – v oblasti hudba
- Otakar Nožíř, fotbalový internacionál a tenista – v oblasti sportu
- Jiřina Nožířová, roz. Weintrittová, házenkářka, zasloužilá mistryně sportu – v oblasti sportu
- PhDr. Vladimír Spáčil, archivář, historik – v oblasti společenské vědy
- Jindřich Štreit, fotograf, pedagog – v oblasti výtvarné umění
- prof. MUDr. Václav Vejdovský, DrSc., přednosta oční kliniky a děkan Lékařské fakulty UP – v oblasti lékařství, in memoriam

## 2000
Za rok 2000 cenu obdrželo 9 laureátů, z nich 3 ženy:
- Dobromila Hamplová, roz. Leherová, majitelka umělecké agentury ARS VIVA v Olomouci – v oblasti hudby
- prof. RNDr. Stanislav Komenda, DrSc., matematik, překladatel, pedagog, spisovatel – v oblasti osobnost
- Slavoj Kovařík, malíř, scénograf, sochař, pedagog – za celoživotní tvůrčí činnost v oblasti výtvarné umění
- Mgr. Milada Mašatová, roz. Ulrichová, režisérka a dramatička, zakladatelka loutkářského oddělení – v oblasti dramatické umění
- prof. MUDr. Antonín Mores, lékař, pediatr, pedagog – v oblasti lékařství, in memoriam
- Věra Pánková, roz. Horská, režisérka a metodička, zakladatelka literárně-dramatického oboru – v oblasti dramatické umění
- generálmajor František Peřina, legendární stíhací pilot – za hrdinství a odvahu za 2. světové války
- prof. RNDr. Jan Peřina, DrSc., fyzik, tvůrce kvantové optiky, pedagog – v oblasti přírodní vědy
- Drahomír Válek, sportovní trenér – za celoživotní činnost v oblasti sportu

## 2001
Za rok 2001 cenu obdrželo 7 laureátů, z nich 1 žena:
- Václav Burian, historik Olomouce a Hané – v oblasti historie, in memoriam
- Rostislav Czmero, novinář – v oblasti publicistika
- Mgr. Květoslava Hegrová, roz. Pichnerová, rusistka, pedagožka, překladatelka, zakladatelka Střediska SOS pro vzájemnou pomoc občanů – v oblasti sociální a charitativní činnosti
- OPraem., Mgr. Jakub Karel P. Berka, rektor baziliky a svatokopecký farář – v oblasti kulturní a duchovní činnosti
- doc. RNDr. Vladimír Panoš, CSc., geograf, speleolog, pedagog – za celoživotní činnost v oblasti přírodní vědy
- PaedDr. Miloslav Stibor, umělecký fotograf, výtvarný pedagog – v oblasti výtvarné umění
- prof. PhDr. Milan Togner, historik umění, pedagog – v oblasti historie umění

## 2002
Za rok 2002 cenu obdrželo 7 laureátů, z nich 2 ženy. Slavnostní udílení proběhlo 20. května následujícího roku.
- PhDr. Vojtěch Gaja, překladatel, estetik, pedagog – v oblasti společenské vědy, in memoriam
- Mgr. Bohumír Kolář, novinář – v oblasti kultura
- prof. PaedDr. Zdeněk Přikryl, emeritní profesor sochařství, medailér, publicista, básník – v oblasti výtvarné umění
- Pavel Roman, čtyřnásobní mistři světa v tancích na ledě – v oblasti sport, in memoriam
- Eva Romanová-Graham, čtyřnásobní mistři světa v tancích na ledě – v oblasti sport
- prof. RNDr. Otakar Štěrba, CSc., ekolog, cestovatel, odborný spisovatel – v oblasti přírodní vědy
- doc. PhDr. Lucy Topoľská, CSc., germanistka – v oblasti literatura

## 2003
Za rok 2003 cenu obdrželo 10 laureátů, z nich 2 ženy. Slavnostní předání se uskutečnilo 24. června následujícího roku.
- František Bělohlávek, malíř, grafik, ilustrátor, vysokoškolský pedagog – v oblasti výtvarné umění
- Antonín Hořínek, sportovec, sportovní funkcionář – v oblasti sport
- prof. MUDr. Vladimír Král, CSc., přednosta I. Chirurgické kliniky Lékařské fakulty Univerzity Palackého a Fakultní nemocnice v Olomouci – v oblasti přírodní vědy
- Lucie Martináková roz. Hloužková, sólistka baletního souboru Moravského divadla – v oblasti dramatické umění
- Dr. Ing. Ladislav Nicek, plavec, průkopník zimního plavání – v oblasti sport
- Msgre. Josef P. Olejník, skladatel duchovní hudby, pedagog – v oblasti hudby
- prof. PhDr. Jaroslav Peprník, CSc., filolog, profesor katedry anglistiky a amerikanistiky – v oblasti společenské vědy
- Zdarek Pop, loutkář, scénograf, výtvarník, vedoucí amatérského loutkového divadla Kašpárkova říše Olomouc – v oblasti dramatické umění
- Lubomír Šlapeta, akademický architekt – v oblasti architektura a urbanismus, in memoriam
- Libuše Voglová, zakladatelka Svazu nuceně nasazených – v oblasti společenské vědy

## 2004
Za rok 2004 cenu obdrželo 8 laureátů, z nich žádná žena. Primátor Martin Tesařík předal ceny 2. června následujícího roku.
- plk. Josef Bryks, letec, stíhač 310. a 242. perutě R.A.F. – za hrdinství a odvahu za 2. světové války, in memoriam
- Pavel Čechák, sportovec, trenér – v oblasti sport
- Pavel Dostál, publicista, dramaturg, režisér, textař, dramatik, televizní scenárista – v oblasti dramatické umění
- Ladislav Jalůvka, malíř, grafik – v oblasti výtvarné umění
- prof. PhDr. Miroslav Komárek, DrSc., bohemista, lingvista – v oblasti společenské vědy
- prof. MUDr. Pavel Lukl, CSc., lékař, kardiolog – v oblasti přírodní vědy, in memoriam
- Josef Vlček, publicista, žurnalista – v oblasti publicistika a žurnalistika
- William R. West, pedagog, výkonný předseda Owensboro Sister Cities – za koordinaci spolupráce s partnerským městem Owensboro

## 2005
Za rok 2005 cenu obdrželo 7 laureátů, z nich 2 ženy. Slavnostní udílení proběhlo v květnu následujícího roku.
- prof. RNDr. Vítězslav Bičík, CSc., pedagog, vědecký pracovník, popularizátor přírodovědeckých poznatků – v oblasti přírodní vědy
- Jarmila Cásková, roz. Malendová, klavíristka, korepetitorka – v oblasti hudby
- Rudolf Chorý, akademický sochař – v oblasti výtvarné umění
- Eliška Junková-Khásová, česká automobilová závodnice – v oblasti sport, in memoriam
- Paul Franz Kling, bývalý primátor partnerského města Nördlingen – primátorovi německého partnerského města Nördlingen
- prof. PhDr. František Mezihorák, CSc., historik, pedagog, politolog a politik – v oblasti společenské vědy
- prof. PhDr. Miloš Trapl, CSc., historik, spisovatel – v oblasti historie

## 2006
Za rok 2006 cenu obdrželo 8 laureátů, z nich žádná žena. Primátor Martin Novotný předal ceny 5. června následujícího roku.
- Václav Babka, divadelní a filmový herec – v oblasti dramatické umění
- Vladislav Galgonek, fotograf, fotoreportér ČTK – v oblasti výtvarné umění, fotografie
- Václav Kamarád, bývalý politický vězeň – za boj proti totalitě, in memoriam
- Jiří Klimeš, sbormistr pěveckých sborů – v oblasti hudba, sborový zpěv
- prof. MUDr. Vladimír Mihál, CSc., dětský lékař, onkolog – v oblasti přírodní vědy
- Milan Ryšavý, houslista, historik, publicista a hudební organizátor – v oblasti hudba, hudební historie
- Rudolf Smahel, umělecký fotograf, fotoreportér, odborný publicista – v oblasti výtvarné umění, fotografie, in memoriam
- Univerzitní profesor Ing. Friedrich Nather, emeritní profesor Technické univerzity v Mnichově, čestný profesor Univerzity v Temešváru – za počin roku pro Olomouc za propagaci Olomouce v zahraničí a za úsilí o rozvoj česko-německých vztahů

## 2007
Za rok 2007 cenu obdrželo 7 laureátů, z nich 1 žena. Předání cen se uskutečnilo 29. května následujícího roku ve slavnostním sále Klášterního Hradiska.
- MUDr. Libor Gronský, psychiatr, organizátor výtvarných a hudebních akcí – v oblasti výtvarné umění a hudba
- Mgr. Milan Hořínek, Ph.D., pedagog, spolutvůrce obnovené samosprávy města, prezident Lions clubu Olomouc – za boj proti totalitě
- Alois Kaňkovský, cyklista, trenér mládeže – v oblasti sport
- prof. PhDr. Oldřich Králík, DrSc., filolog, literární historik, pedagog a publicista – v oblasti literatura, in memoriam
- Josef Šlechta, výtvarný umělec, malíř – v oblasti výtvarné umění
- MgA. Milena Valušková, výtvarná umělkyně, fotografka – v oblasti výtvarné umění
- RNDr. Vladimír Žůrek, pedagog, houslista, primárius Stupkova kvarteta – v oblasti hudba

## 2008
Za rok 2008 cenu obdrželo 6 laureátů, z nich 1 žena. Porota vybírala z 25 nominací. Slavnostní udílení proběhlo 18. června následujícího roku ve slavnostním sále Klášterního Hradiska.
- prof. MUDr. Miloslav Duda, DrSc., lékař, pedagog – v oblasti přírodní vědy
- prof. RNDr. Milan Hejtmánek, DrSc., biolog, pedagog – v oblasti přírodní vědy
- Stanislav Macura, hudebník, dirigent, hudební dramaturg – v oblasti hudba
- Lubomír Schneider, malíř, kreslíř, grafik – v oblasti výtvarné umění
- JUDr. et PhDr. Zdeněk Šprinc, CSc., studentský aktivista, publicista, společenský a kulturní organizátor – v oblasti společenské vědy, in memoriam
- RNDr. Dina Štěrbová, cestovatelka, horolezkyně, matematička, humanitární aktivistka – v oblasti sport

## 2009
Za rok 2009 cenu obdrželo 7 laureátů, z nich 1 žena a 2 kolektivní subjekty. Za tento rok se poprvé udělovaly vedle Cen města Olomouce spíše za dlouhodobou činnost také Ceny za počin roku související s konkrétním činem nebo úspěchem. Laureáti byli vybráni ze 27, resp. 7 nominací. Slavnostní ceremoniál se poprvé uskutečnil v Moravském divadle Olomouc, a to 24. června následujícího roku. Moderoval jej Roman Vojtek.
Cena města:
- prof. RNDr. Lubomír Dvořák, CSc., fyzik, pedagog – v oblasti přírodní vědy
- Mgr. Eva Kacanu, paraolympijská vítězka ve vrhu koulí – v oblasti sport
- Hana Maciuchová, herečka – v oblasti dramatické umění

Cena za počin roku:
- MUDr. Milan Brázdil; záchrana lidského života – v oblasti hrdinský čin
- Muzeum umění Olomouc; retrospektivní výstava Skleník + Kapitoly z dějin olomoucké výtvarné kultury – v oblasti kultura
- Ing. Lubomír Pešák; vybudování Veteran Areny – muzea historických automobilů – v oblasti jiné
- Unie výtvarných umělců Olomoucka, zastoupená předsedou Zdeňkem Vackem; realizace výstavy k 20. výročí založení UVUO – v oblasti kultura

## 2010
Za rok 2010 cenu obdrželo 10 laureátů, z nich 1 žena a 2 kolektivní subjekty. Komise vybírala z 30 nominací. Předání se uskutečnilo 9. června následujícího roku v Moravském divadle Olomouc.
Cena města:
- Ing. Miloš Dobrý, představitel židovské obce – v oblasti jiné, za šíření osvěty o holocaustu
- Mgr. Jan Joukal, ředitel společnosti Olomoucká kina – v oblasti jiné
- prof. MUDr. Rostislav Koďousek, DrSc., lékař – v oblasti přírodní vědy
- RNDr. Emil Viklický, skladatel a hudebník – v oblasti hudba

Cena za počin roku:
- Carlo Capalbo a Dr. Ing. Václav John; za organizaci 1. ročníku Olomouckého půlmaratonu – v oblasti sport
- Galerie Caesar zastoupená Miroslavem Schubertem; za koncert a výstavu skupiny The Residents – v oblasti kultura
- Bc. Irena Klimková a Mgr. Martin Zamazal; za charitativní a humanitární činnost na Haiti – v oblasti jiné
- Moravská filharmonie Olomouc; za koncert k 10. výročí zapsání Sloupu Nejsvětější Trojice na seznam památek UNESCO – v oblasti kultura

## 2011
Za rok 2011 cenu obdrželo 8 laureátů, z nich 1 žena a 2 kolektivní subjekty. Slavnostní předávací večer byl uspořádán 14. června následujícího roku v Moravském divadle Olomouc, večerem provázel moderátor Českého rozhlasu Pavel Hekela.
Cena města:
- RNDr. Ladislav Bank, v 50. a 60. letech nejlepší plavec olomouckého regionu, několikanásobný přeborník ČSR v plavání, prezident Sportovního klubu Univerzity Palackého Olomouc – v oblasti sport
- PhDr. Vít Dohnal, CSc., významný olomoucký archeolog, významnou měrou se zasloužil o archeologický průzkum areálu olomouckého hradu, v letošním roce se dožívá 80 let – v oblasti společenské vědy
- prof. PhDr. Mgr. Jiří Fiala, CSc., profesor bohemistiky, významný pedagog, publicista a editor, podílel se na díle Dějiny města Olomouce – v oblasti literatura
- doc. MUDr. Čestmír Neoral, CSc., přednosta I. chirurgické kliniky Fakultní nemocnice v Olomouci, náměstek ředitele FNO, pedagog, výzkumník a vynikající odborník v oboru chirurgie – v oblasti přírodní vědy - medicína
- Jan Šťota, dlouhodobý velitel sboru dobrovolných hasičů v Černovíře – v oblasti jiné

Cena za počin roku:
- Jana Coufalová; záchrana lidského života – v oblasti hrdinský čin
- Kolektiv autorů publikace; publikace Průvodce Olomoucí – v oblasti kultura
- Vlastivědné muzeum Olomouc; aktivity v rámci 80. narozenin Jiřího Suchého – v oblasti kultura

## 2012
Za rok 2012 cenu obdrželo 8 laureátů, z nich žádná žena. Počin roku byl vybírán z 12 nominací. Udílení proběhlo 13. června následujícího roku.
Cena města:
- Vladimír Gračka, památkář, zedník a propagátor olomouckého podzemí – v oblasti jiné
- doc. RNDr. Lumír Ondřej Hanuš, DrSc., vědec, chemik, propagátor léčivých účinků konopí – v oblasti přírodní vědy
- Reginald Kefer, varhaník, dirigent, dlouholetý šéf opery olomouckého Divadla Oldřicha Stibora a pedagog – v oblasti hudba
- prof. PhDr. JUDr. Leopold Pospíšil, Ph.D. DSc., právník, antropolog, zakladatel antropologie práva, profesor Yale University, poradce amerických prezidentů v oblasti lidských práv, autor desítek vědeckých prací a knih – v oblasti společenské vědy
- Ing. Luboš Toušek, dlouholetý pracovník v dobrovolné tělovýchově, podílel se na obnově Sokola, propagátor výletů v přírodě, organizátor mnoha sportovních akcí – v oblasti sport + dobrovolná tělovýchova
- Mgr. Rostislav Valušek, spisovatel, básník, grafik a ilustrátor, vydavatel samizdatu, kněz husitské církve – v oblasti literatura

Cena za počin roku:
- Michael Tarant; režijní realizace open air představení Moravského divadla Olomouc Carmen – v oblasti kultura
- prof. PhDr. Pavel Zatloukal; jubilejní výstava Od Tiziana po Warhola: Muzeum umění Olomouc 1951–2011 – v oblasti kultura

## 2013
Za rok 2013 cenu obdrželo 8 laureátů, z nich 2 ženy a 2 kolektivní subjekty. Primátor Martin Major předal ocenění na konci května následujícího roku, slavnostní večer moderovali Vendula Fialová a Roman Vencl.
Cena města:
- prof. RNDr. Bronislav Hlůza, CSc., botanik, mykoIog, vysokoškoIský učitel – v oblasti přírodní vědy
- Marta Lipusivá, výtvarnice, humanitární pracovnice – v oblasti jiné za humanitární činnost a podporu rodinného života
- Richard Pogoda, hudebník, skladatel – v oblasti hudba
- Drahomíra Maria Ryšková, aktivistka partnerství měst Olomouc-Nördlingen, výtvarnice – v oblasti jiné za koordinaci spolupráce s partnerským městem Nördlingen
- doc. Bohumil Teplý, výtvarník, sochař, medailér, restaurátor – v oblasti výtvarné umění

Cena za počin roku:
- Vladimír Marčan; za reprezentaci města ve sportovní střelbě tělesně handicapovaných – v oblasti sport
- Pořadatelská agentura festivalu Colores Flamencos Friendly & Loyal pod vedením Viktora Šebesty; za uspořádání koncertu kytaristy Paca de Lucíi – v oblasti kultura
- Soubor opery a operety Moravského divadla Olomouc pod vedením Miloslava Oswalda; za nastudování opery Falstaff – v oblasti kultura

## 2014
Za rok 2014 cenu obdrželo 6 laureátů, z nich 1 žena. Primátor Antonín Staněk předal ocenění tentokrát opět v Klášterním Hradisku v květnu následujícího roku, a to za účasti premiéra Bohuslava Sobotky.
Cena města:
- Gerlinde Back, pedagožka, členka představenstva nadace – v oblasti jiné za výrazné a dlouholeté aktivity ve prospěch Olomouce a Olomoučanů
- PhDr. Jiří Hastík, výtvarník, teoretik umění – v oblasti kultura
- Richard Pachman, hudební skladatel, zpěvák, výtvarník, spisovatel – v oblasti kultura
- prof. RNDr. Radek Zbořil, chemik – v oblasti věda a výzkum

Cena za počin roku:
- Mgr. Michal Bartoš, Ph.D. a Sluňákov, Agentura ochrany přírody a krajiny ČR; za vybudování Domu přírody Litovelského Pomoraví
- prof. PhDr. Jan Vičar, CSc. a kolektiv autorů; za vydání monografie Hudba v Olomouci 1945–2013

## 2015
Za rok 2015 cenu obdrželo 8 laureátů, z nich žádná žena a 1 kolektivní subjekt. Primátor Antonín Staněk a radní předali ocenění 2. června následujícího roku, tentokrát v aule Pedagogické fakulty Univerzity Palackého.
Cena města:
- Mgr. Robert Balogh, ArtD., choreograf, umělecký šéf souboru baletu Moravského divadla Olomouc – v oblasti kultura
- prof. Ing. Pavel Hobza, DrSc., FRSC, dr. h.c., chemik a pedagog – v oblasti věda a výzkum
- PhDr. Tomáš Hrbek, pedagog, představitel Židovské obce Olomouc – v oblasti jiné
- prof. MUDr. Karel Indrák, DrSc., lékař, vědec a pedagog – v oblasti věda a výzkum
- Bc. Ján Kadlec, historik, památkář a publicista – v oblasti jiné
- PaedDr. Jaroslav Vraštil, Ph.D., hudební skladatel a pedagog – v oblasti kultura

Cena za počin roku:
- Divadlo Tramtarie; za vydání Almanachu k 10. výročí založení divadla Tramtarie a nastudování inscenací Kabaret nahatý Shakespeare a Růže pro Algernon
- Ivo Krčmář; za záchranu života

## 2016
Za rok 2016 cenu obdrželo 7 laureátů, z nich 1 žena a 1 kolektivní subjekt. Komise vybírala z 27 nominovaných osobností a 4 návrhů počinu. Slavnostní ceremoniál 20. ročníku byl naplánován na 1. červen následujícího roku v pavilonu A Výstaviště Flora.
Cena města:
- prof. MUDr. Jaroslav Bouček, CSc., lékař, vědec a pedagog – v oblasti věda a výzkum
- Mgr. Milan Frydecký, náčelník a starosta Sokola, podílel se na obnově Sokola, pedagog – v oblasti sport
- Ing. arch. Antonín Škamrada, architekt, urbanista a pedagog – v oblasti jiné
- Ing. arch. Zdeněk Štefka, CSc., architekt a výtvarník – v oblasti kultura
- Doc. PhDr. František Všetička, CSc., publicista, pedagog a předkladatel – v oblasti kultura

Cena za počin roku:
- Arcibiskupství olomoucké; za slavnostní představení nezvěstného a znovuobjeveného obrazu Nastolení Františka Josefa I. na trůn 2. prosince 1848 v Olomouci
- Miroslava Plchová; za záchranu života

## 2017
Za rok 2017 cenu obdrželo 11 laureátů, z nich žádná žena a 3 kolektivní subjekty. Komise vybírala z 36 návrhů. Slavnostní večer se uskutečnil 31. května následujícího roku v Arcibiskupském paláci v Olomouci.
Cena města:
- Mons. Josef Hrdlička, emeritní biskup – za kulturní a duchovní povznesení společenského a církevního života ve městě
- Jaroslav Hutka, folkový zpěvák signatář Charty 77 – za reprezentaci města a šíření demokracie
- Jaroslav Jurka, bývalý československý sportovní šermíř, držitel titulu Šermíř století a Ceny Drahoše Válka 2017 – za dlouholetou sportovní činnost
- prof. MUDr. Milan Kamínek, DrSc., lékař, profesor Kliniky zubního lékařství LF UP v Olomouci, jako první v tehdejším východním bloku zavedl v roce 1969 na olomoucké stomatologické klinice fixní ortodontické aparáty – v oblasti věda a výzkum
- doc. MUDr. Josef Podstata, DrSc., lékař, dlouholetý učitel Lékařské fakulty UP v Olomouci, v letech 1986–1988 ředitel FN v Olomouci, přední operatér ústní, čelistní a obličejové chirurgie – v oblasti věda a výzkum
- PhDr. Arnošt Skoupý, CSc., historik, emeritní člen katedry historie FF UP v Olomouci za zmapování jmen všech pohřbených vojáků v Památníku Jihoslovanům v Bezručových sadech – v oblasti jiné
- Vojenská nemocnice Olomouc, za příkladnou péči o válečné veterány – v oblasti jiné

Cena za počin roku:
- Nakladatelství Fontána; za přípravu a vydání obrazové publikace Milena Valušková Fotografie 1971–2017
- Mgr. Šimon Pelikán; za rozvoj cestovního a turistického ruchu na řece Moravě
- Vlastivědné muzeum v Olomouci; za uspořádání výstavy František Josef I. v Olomouci
- Bc. Jan Žůrek; za vedení souboru Divadla na cucky a za projekt revitalizace objektu a následné otevření stálé scény v centru Olomouce

## 2018
Za rok 2018 cenu obdrželo 6 laureátů, z nich 1 žena. Komise vybírala z 35 nominací na cenu města a 5 návrhů na počin. Primátor Miroslav Žbánek předal ocenění na slavnostním večeru 30. května následujícího roku. Program v Moravském divadle moderovala Soňa Šuláková.
Cena města:
- Hermann Faul, starosta německého města Nördlingen, okresní rada okresu Donau-Ries, politik – za rozvoj partnerství
- Ludmila Gottwaldová, DiS., dlouholetá ředitelka městské Charity Olomouc, ošetřovatelka, sociální pracovnice – za společenský přínos městu
- prof. MUDr. František Kopřiva, Ph.D., profesor Dětské kliniky LF UP v Olomouci, klinický imunolog a pneumolog, odborný spisovatel – věda a výzkum
- Oldřich Schnabl, olomoucký výtvarník, grafik a designér, člen Unie výtvarných umělců Olomoucka, Unie výtvarných umělců České republiky a Klubu konkretistů KK3 v Hradci Králové – kultura
- Mgr. Jiří Teplý, trenér prvoligových olomouckých volejbalistek UP, místopředseda klubu VK UP, podnikatel – sport

Cena za počin roku:
- Mgr. Radomír Surma, akad. mal. rest., akademický malíř a přední olomoucký restaurátor; za restaurování a obnovu sálu Komenium

## 2019
Za rok 2019 cenu obdrželo 7 laureátů, z nich 1 žena. Ke slavnostnímu předání došlo až v září následujícího roku.
Cena města:
- Jiří Frait, fotograf, člen Unie výtvarných umělců ČR a umělecké skupiny Střet 2001 – kultura, in memoriam
- prof. MUDr. Vítězslav Kolek, DrSc., lékař, pneumolog, onkolog, broncholog, pedagog, přednosta Kliniky plicních nemocí a tuberkulózy Fakultní nemocnice Olomouc, předseda České aliance proti chronickým respiračním nemocem, světový odborník plicního lékařství – věda a výzkum, in memoriam
- Mgr. Dagmar Kučerová, umělkyně, hudebnice, hudební pedagožka, ředitelka Lidové školy umění Žerotín, nositelka titulu Zasloužilý učitel – kultura
- Jan Příborský, předseda oblastní odbočky SONS Olomouc, zakladatel a bývalý ředitel TyfloCentra Olomouc, zakladatel Oddílu zrakově postižených sportovců SK Olomouc SIGMA MŽ, organizátor péče o nevidomé a jejich kulturu – společenský přínos městu
- Petr Uličný, fotbalista, trenér – sport

Cena za počin roku:
- Jindřich Forejt a Josef Kořenek; za projekt Rudolf Jan – Muž, jehož srdce bilo pro Olomouc

## 2020
Za rok 2020 cenu obdrželo 8 laureátů, z nich 2 ženy. Předávací ceremoniál proběhl na začátku června následujícího roku ve slavnostním sále Arcibiskupského paláce.
Cena města:
- PhDr. Miloslav Čermák, CSc., historik, nakladatel a vydavatel, archivář, muzejní pracovník, publicista – kultura, in memoriam
- doc. MUDr. Marián Hajdúch, Ph.D., lékař a vědec, zakládající ředitel Ústavu molekulární a translační medicíny Lékařské fakulty UP v Olomouci – věda a výzkum
- Mgr. Miroslav Hrabal, sportovní funkcionář, předseda Atletického klubu Olomouc – sport, in memoriam
- prof. MUDr. Roman Havlík, Ph.D. plk. gšt. v.z. MUDr. Martin Svoboda – za mimořádné osobní a manažerské kvality při rozvoji významných zdravotnických zařízení a příkladné nasazení při náročném boji s koronavirovou pandemií
- Marie Skácelová, náčelnice župy Olomoucké – Smrčkovy, cvičitelka žen, dlouholetá dobrovolnická činnost… – sport
- prof. PhDr. Rostislav Švácha, CSc., český historik, teoretik umění a architektury – kultura
- Věra Zukalová, zakladatelka Dobrého místa pro život – společenský přínos městu

## 2021
Za rok 2021 cenu obdrželo 5 laureátů, z nich 1 žena. Slavnostní předávání se uskutečnilo 2. června následujícího roku ve slavnostním sále Arcibiskupského paláce.
Cena města:
- Jan Chladil, bývalý fotbalista, trenér, funkcionář SK Sigma Olomouc, technický manažer klubu – sport
- prof. PhDr. Ingeborg Fialová-Fürst, germanistka, dlouholetá vedoucí Katedry germanistiky na FF UP Olomouc – věda a výzkum
- P. Mgr. František Hanáček, svatomořický probošt, člen Kněžské rady – jiné, za společenský přínos městu
- Otmar Oliva, akademický sochař – kultura

Cena za počin roku:
- Mgr. Štěpán Havran; za organizaci a pořádání festivalu „Olomouc (o)žije“

## 2022
Za rok 2022 cenu obdrželo 6 laureátů, z nich 2 ženy a 1 kolektivní subjekt. Slavnostní předávání proběhlo 1. června následujícího roku v prostorách olomouckého arcibiskupství.
Cena města:
- Ing. Alois Kadlčík, bývalý velitel a dlouholetý správce posádky Olomouc, plukovník generálního štábu ve výslužbě, válečný veterán – jiné, za společenský přínos městu
- Petra Kamínková, atletka, vytrvalostní běžkyně, mnohonásobná mistryně ČR – sport
- Jana Krejčová, výtvarnice – kultura
- MUDr. Libor Kvapil, lékař, skaut, nositel Řádu stříbrného vlka – jiné, za společenský přínos městu
- prof. RNDr. Josef Pešák, CSc., lékařský biofyzik, přední odborník na koktavost a řečové vady, vysokoškolský profesor – věda a výzkum

Cena za počin roku:
- Dobrovolnické centrum Univerzity Palackého Olomouc

## 2023
Za rok 2023 cenu obdrželo 7 laureátů, z nich 1 žena a 3 kolektivní subjekty. Pracovní skupina vybírala z 33 nominací. Udílecí ceremoniál se opět vrátil do slavnostního sálu Klášterního Hradiska a uskutečnil se 29. května následujícího roku.
Cena města:
- Mgr. Pavel Hekela, herec, režisér, pedagog, emeritní ředitel Českého rozhlasu Olomouc a Moravského divadla – jiné, za společenský přínos městu
- PaedDr. Lubomíra Hellová, sbormistryně opery a operety Moravského divadla Olomouc – kultura
- prof. MUDr. Milan Kolář, Ph.D., profesor lékařské mikrobiologie, trojnásobný děkan Lékařské fakulty Univerzity Palackého (LF UP), přednosta Ústavu mikrobiologie LF UP a Fakultní nemocnice Olomouc (FNOL) – věda a výzkum
- nrtm. Jiří Švancara, psovod, zaměření na speciální pachové práce, dvojnásobný mistr světa v bikejöringu – sport

Cena za počin roku:
- Fakultní nemocnice Olomouc; za otevření Centra zdraví a prevence
- Olomoucký kraj & Vědecká knihovna v Olomouci; za otevření Červeného kostela

## Statistiky
Do roku 2023 je evidováno celkem asi 222 laureátů cen, z nich je 171 mužů, 31 žen a 20 kolektivních subjektů. Tyto údaje zahrnují jak ceny města, tak počiny roku. Mohou však být nepřesné – někdy byly oceněny dvojice (zde jsou počítány samostatně jako jednotlivé osoby), u některých ocenění pak není zcela zřejmé, zda přebírající osoba reprezentovala kolektivní subjekt, zejména u počinů roku.